# Horace Parnell Tuttle

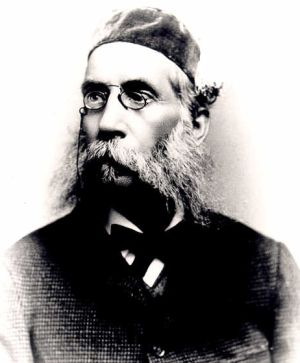
H. P. Tuttle, 1888 (USNO)

Horace Parnell Tuttle (Newfield, Maine, 17 maart 1837 – 16 augustus 1923) was een Amerikaans astronoom en burgeroorlogveteraan. Hij was een broer van Charles Wesley Tuttle (1829 -  1881), eveneens astronoom.

## Biografie
Tuttle was een zoon van Moses Tuttle en Mary Merrow, die stierf in 1845. Zijn vader hertrouwde 4 jaar later en verhuisde naar Cambridge (Massachusetts). 
Charles Wesley Tuttle was een amateur-astronoom die een eigen telescoop gebouwd had. Tijdens een bezoek aan het observatorium van Harvard maakte hij grote indruk op William Cranch Bond, waardoor hij in 1850 kon beginnen als assistent-observator. Het was hier dat hij het bestaan van de stofring van Saturnus opperde. Hij ontdekte ook de komeet C/1853 E1 Secchi, die tegelijkertijd ook door broeder Secchi in Rome ontdekt was. Zijn zicht ging achteruit en daarom ging hij rechten studeren aan Harvard. Hij nam zitting in een commissie van de VS. 
Al snel nam zijn jongere broer Horace zijn plaats in als assistent-observator.
Horace Tuttle deed meerdere ontdekkingen waaronder: 
- de komeet 55P/Tempel-Tuttle
- Het hoofddeel van de Leoniden meteorenzwerm op 6 januari 1866
- 109P/Swift-Tuttle
- Het hoofddeel van de Perseiden meteorietenzwerm op 19 juli 1862
- de grote komeet C/1860 III op 22 juni 1860
- de komeet C/1859 G1 Tempel op 24 april 1859
- 8P/Tuttle (hoofdkomeet van de Ursiden meteorenzwerm) op 5 januari 1858
- de komeet 41P/Tuttle-Giacobini-Kresak op 3 mei 1858
- de komeet C/1861 Y1 Tuttle op 19 december 1862
- de komeet C/1859 G1 Tempel op 28 april 1859
- het melkwegstelsel NGC 2655 in de Giraffe (sterrenbeeld)
- het melkwegstelsel NGC 6643 in de Draak (sterrenbeeld)

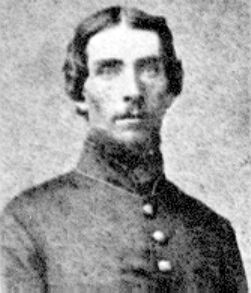
H.P. Tuttle, c. 1862

Met het uitbreken van de Amerikaanse Burgeroorlog werd hij ingelijfd in het 44ste vrijwilligerskorps van Massachusetts en deed dienst te New Bern (North Carolina). Door de bemoeienis van de oud-directeur van Harvard, Edward Everett, kreeg Tuttle een plaats in de United States Navy. Hij deed op verschillende schepen dienst waaronder de U.S.S. Catskill die mee deed aan de blokkade van de haven van Charleston.

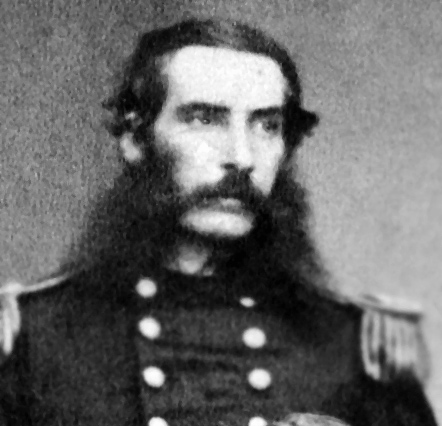
H. P. Tuttle, c. 1866

Ook tijdens de oorlog bleef hij observeren en zag vanop het dek van de Catskill in 1864 de komeet Tempel 1864 II. Na de oorlog stuurde de Navy hem naar Zuid-Amerika, Europa en de Stille Zuidzee om te observeren.
Al snel ontdekte hij op 5 januari 1866 de komeet Tempel-Tuttle die eerst door Tempel werd gespot. 
Een bericht naar het marine-hoofdkwartier was als volgt:
COMET DISCOVERED  Admiral C. H. Davis, Superintendent of the U. S. Naval Observatory and Hydrographical Office, reports to Secretary Welles the discovery of a new comet by H. P. Tuttle, on the evening of January 5... The comet is round... with a slight condensation at the center. 
Op 23 oktober 1871 ontdekte hij de komeet 8/P1871 T1 Tuttle 
Hij diende toen onder George Dewey op de U.S. Naval Observatory in Washington D.C. 
In 1872 scheepte hij zich in op de Lackawanna in Hongkong, een observatieschip. 
Op 26 januari 1875 herontdekte hij met E.S. Holden de komeet 2P/Encke. 
Op 3 maart 1875 werd hij ontslagen uit de United States Navy. 
In 1875 Tuttle deed hij geologisch onderzoek in de Black Hills van Dakota waar hij 5 jaar bleef.  
Van 1884 tot zijn dood in 1923 verbleef hij in de buurt van Washington, D.C. Het laatste jaar was hij zwak en blind door een val in november 1921. 
Hij ligt begraven op het Oakwood kerkhof te Falls Church, maar zijn grafzerk is niet gemerkt en de juiste locatie is onbekend.

## Erkentelijkheid
- In 1859 kreeg Horace de Lalandeprijs van de Académie des Sciences voor de ontdekking van de kometen 1858I, 1858III, en 1858VII.
- De planetoïde 5036 Tuttle  is naar hem genoemd.

## Trivia
- De notitieboeken van zijn observaties worden bewaard in de bibliotheek van de United States Naval Observatory.

| C/1857II Bruhns             | april 1857       |
| C/1857V Klinkerfues         | 23 augustus 1857 |
| C/1857VI Donati             | 11 november 1857 |
| 8P/Tuttle                   | 5 januari 1858   |
| 41P/Tuttle-Giacobini-Kresak | 2 mei 1858       |
| C/1858VII                   | 5 september 1858 |
| C/1859 G1 Tempel            | 24 april 1859    |
| C/1860 III                  | 22 juni 1860     |
| C/1861 III                  | 18 december 1861 |
| 109P/Swift-Tuttle           | 19 juli 1862     |
| C/1861 Y1 Tuttle            | 19 december 1862 |
| 55P/Tempel-Tuttle           | 5 januari 1866   |
| 8/P1871 T1 Tuttle           | 23 oktober 1871  |
| 2P/Encke                    | 26 januari 1875  |
| C/1888V Barnard             | 1 november 1888  |

| 66 Maja   | 9 april 1861 |
| 73 Klytia | 7 april 1862 |